# Arso Jovanović
Arsenije „Arso“ Jovanović (v srbské cyrilici Арсо Јовановић, 24. března 1907, Zavala, Černá Hora – 12. srpna 1948, Vršac, Jugoslávie) byl černohorský partyzán.
Arso Jovanović pocházel z rodiny, kde bylo vojenské povolání tradicí.[zdroj?] Vystudoval proto jugoslávské vojenské školy, kde patřil k nejlepším a bylo mu nabídnuto i studium v zahraničí, konkrétně ve Francii.[zdroj?] Brzy se stal úspěšným vojákem a v královské armádě získal v roce 1938 hodnost kapitána první třídy.
V okamžiku napadení Jugoslávie Německem, Itálií a Bulharskem byl na cestě do Sarajeva. V úseku Sarajevo - Travnik organizoval obranu proti nepřátelským jednotkám, především Ustašovcům.[zdroj?] Po zhroucení fronty v oblasti Sarajeva 15. dubna 1941 se rozhodl odcestovat do Černé Hory a opustit tak zbytky postupně prohrávající armády zanikající jugoslávské monarchie.
Nedlouho poté, co byla země útokem vojsk Osy rozvrácena, přešel na stranu partyzánů. Účastnil se černohorského povstání 13. července 1941. Jovanović velel neúspěšnému útoku na město Pljevlja, ke kterému došlo 1. prosince 1941. 12. prosince 1941 byl jmenován náčelníkem Vrchního štábu partyzánských vojsk. V následujících letech se účastnil většiny bitev. V partyzánském kolektivu byl velmi dobře přijímán. Během války získal hodnost generálplukovníka.
V březnu 1945 byl Jovanović jmenován prvním náčelníkem Generálního štábu Jugoslávské armády (vzniklé reorganizací partyzánského vojska). Po válce získal četná vyznamenání ze spřátelených východních zemí, např. Suvorovův řád, Kutuzovův řád, Řád bílého lva, Grunwaldský řád a řád Partyzánské hvězdy. V letech 1946 - 1948 studoval na vyšší vojenské akademii v Moskvě. Jako Černohorec a komunista obdivoval Sovětský svaz a jeho loajalita ke Stalinovi byla neotřesitelná.[zdroj?]
Jeho slibnou politickou kariéru nicméně ukončila roztržka mezi Titem a Stalinem, ke které došlo v první polovině roku 1948. Spolu s dalšími černohorskými partyzány, Vladem Dapčevićem a Brankem Petričevićem totiž Jovanović přijal rezoluci Informbyra, která odsuzovala kurz, stanovený Josipem Brozem Titem. V srpnu 1948 byl zastřelen poblíž Vršacu jugoslávskou pohraniční hlídkou, když se spolu s Vladem Dapčevićem a Brankem Petričevićem pokusil uprchnout do sousedního Rumunska.
Smrt Jovanoviće byla východoevropskými (a především sovětskými) médii vyobrazena jako vražda oblíbeného válečníka a veterána, provedená Titovou klikou.